# Aeropuerto Gral. Bgda. Oswaldo Guevara Mujica
El Aeropuerto "Batalla de Araure"  Gral. Brigada Oswaldo Guevara Mújica de Acarigua-Araure (IATA: AGV, OACI: SVAC), en Araure se ubica al oeste de la ciudad y mantiene vuelos privados.
Son instalaciones muy modernas con estructuras metálicas y vitrales en su mayoría, lleva el nombre de A+A (A PLUS), identificando de esta manera a las ciudades gemelas de Acarigua-Araure, cuenta con un monumento central en referencia a la Batalla de Araure, además de oficinas de seniat, bancos, restaurantes, gubernamentales, entre otras.

## Aerolínea y destino
| Destinos por aerolínea                 | Destinos por aerolínea |
| Aerolínea                              | Ciudad                 |
| -------------------------------------- | ---------------------- |
| BlueStar 1 destino                     | Nacional (1): Caracas  |
| Conviasa 1 destinos                    | Nacional (1): Caracas  |
| Total: 1 destino, 1 país, 2 aerolíneas |                        |

### Destino Nacional
| Ciudades                                 | Nombre del aeropuerto                               | Aerolíneas          | Frecuencias |
| ---------------------------------------- | --------------------------------------------------- | ------------------- | ----------- |
| Distrito Capital - Caracas               | Aeropuerto Internacional de Maiquetía Simón Bolívar | BlueStar / Conviasa | 2           |
| Total: 1 destino, 1 estado, 2 aerolíneas |                                                     |                     |             |

Aeronaves: 
- BlueStar: Jetstream 31
- Conviasa: ATR72

## Reconstrucción
La obra está terminada al 100%, a falta de que lleguen las aerolíneas y abran sus puertas al público.

## Carga aérea
- Aerocarga Express
- Avior Cargo
- Vensecar Internacional
- Estelar

## Aeropuertos cercanos
Ordenados por cercanía  km a la redonda:
- Guanare: Aeropuerto Nacional La Coromoto
- San Felipe: Aeropuerto Subteniente Néstor Arias
- Carora: Aeropuerto La Greda
- Valencia: Aeropuerto Internacional Arturo Michelena
- Barinas: Aeropuerto Luisa Cáceres de Arismendi
- Barinas: Aeropuerto de Santa Bárbara de Barinas
- Barquisimeto: Aeropuerto Internacional Jacinto Lara
- Coro: Aeropuerto José Leonardo Chirino